# Partito Conservatore (Regno Unito)
Il Partito Conservatore e Unionista (in inglese Conservative and Unionist Party), semplicemente noto come Partito Conservatore (Conservative Party), è un partito britannico d'ispirazione conservatrice e unionista.
Detto anche Tory Party (Tory è utilizzato per indicare Conservatore) e i suoi sostenitori Tories, il Partito Conservatore è nato nel 1834 come erede dello storico Partito Tory, nato nel 1678. Il partito è stato uno dei due più importanti partiti politici inglesi del XIX secolo insieme ai Liberali. Ha cambiato il suo nome nel 1912 in Partito Conservatore e Unionista a causa della fusione con il Partito Liberale Unionista, ma generalmente è chiamato solamente Partito Conservatore. Negli anni 1920, quando i voti dei liberali diminuirono, il Partito Laburista divenne il principale rivale dei conservatori. I Primi ministri conservatori, tra i quali Winston Churchill (1940-45, 1951-55) e Margaret Thatcher (1979-1990), hanno governato per 57 anni nel XX secolo.
A livello internazionale il partito è membro dell'Unione Democratica Internazionale ed è stato tra i fondatori del Partito dei Conservatori e dei Riformisti Europei. Prima della Brexit, nel Parlamento europeo i suoi esponenti aderivano dapprima al gruppo dei Democratici Europei (dal 1989 sottogruppo del Partito Popolare Europeo), e dal 2009 al Gruppo dei Conservatori e dei Riformisti Europei.
L'attuale segretario è Kemi Badenoch, in carica dal 2 novembre 2024.

## Storia

### Le origini nel partito Whig

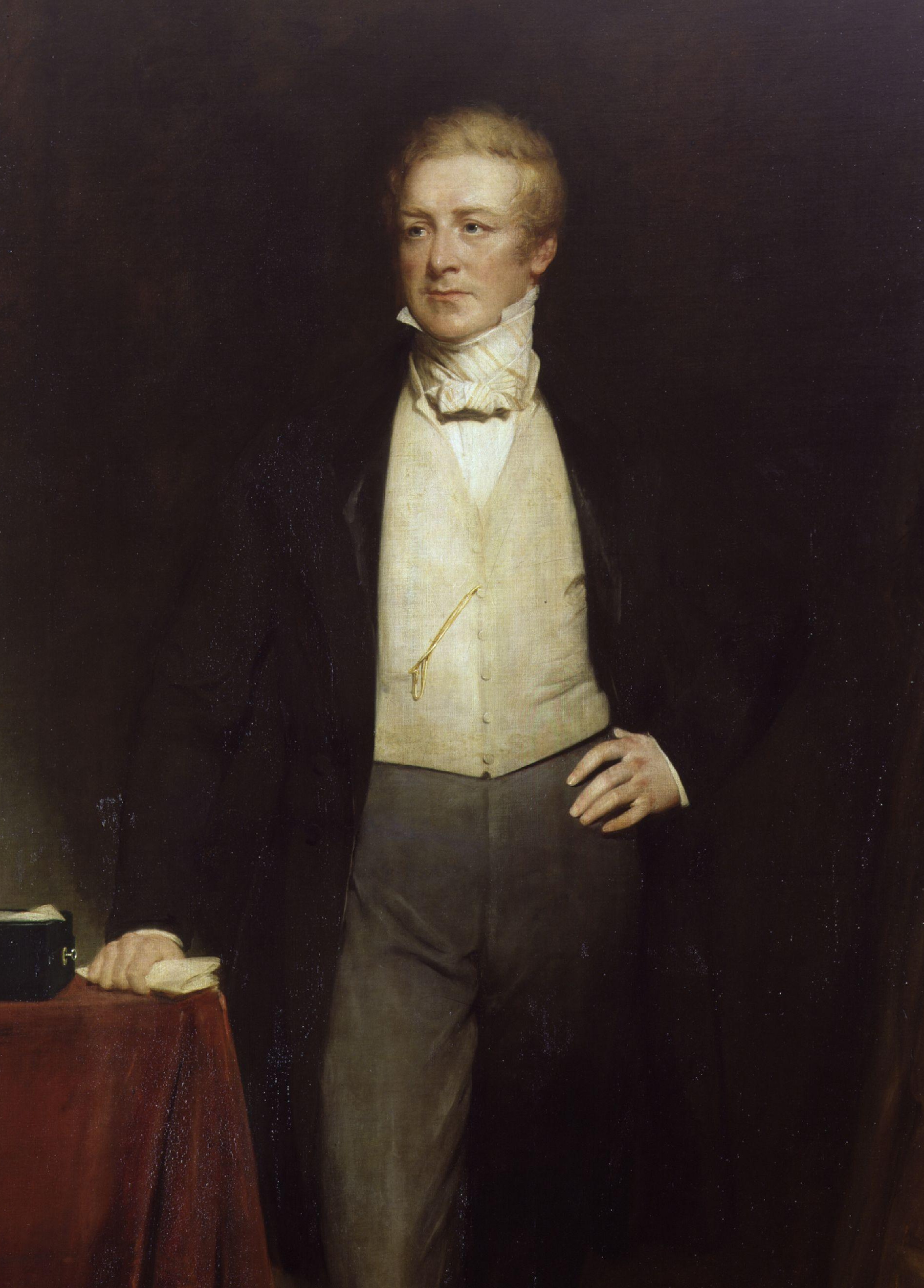
Robert Peel, due volte Primo Ministro del Regno Unito e fondatore del Partito Conservatore.

Il Partito Conservatore ebbe origine da una fazione del partito Whig, che nel XVIII secolo si coalizzò attorno a William Pitt il Giovane (primo ministro britannico nei periodi 1783-1801 e 1804-1806). Tale fazione fu originariamente conosciuta come Independent Whigs, Friends of Mr. Pitt o Pittites; è solo dopo la morte di Pitt che si iniziò ad usare il termine Tory, alludendo al Partito Tory, un raggruppamento politico che era già esistito tra il 1678 e il 1760, ma col quale non c'era alcuna continuità organizzativa. Più o meno dal 1812 in poi, il nome Tory fu usato comunemente per il nuovo partito.
Non tutti i membri del partito erano soddisfatti di questo nome. George Canning fu il primo ad usare il termine conservatore negli anni venti dell'Ottocento; in seguito, attorno al 1834, sotto la direzione di Robert Peel (che è anche considerato il fondatore del partito odierno), fu adottato ufficialmente il nome di Partito Conservatore.
L'estensione progressiva del suffragio costrinse il partito, sotto la direzione di Lord Derby e Benjamin Disraeli, a popolarizzare il suo approccio. Nel 1886 formò un'alleanza con i liberali unionisti guidati da Lord Hartington e Joseph Chamberlain, e sotto la guida di Lord Salisbury e Arthur Balfour il partito mantenne il potere per i vent'anni successivi (tranne che per tre anni). Nel 1906 fu sconfitto duramente alle elezioni a causa della sua divisione sulla questione del protezionismo. Nel 1912 i conservatori si fusero con il Partito Liberale Unionista.
I conservatori rimasero al governo con i liberali durante tutta la prima guerra mondiale, e la coalizione continuò sotto la guida del primo ministro liberale David Lloyd George fino al 1922, quando i leader Andrew Bonar Law e Stanley Baldwin decisero di chiudere con la coalizione. Seguì un nuovo periodo di dominio conservatore, anche se nel 1931 venne creata una nuova coalizione di unità nazionale.

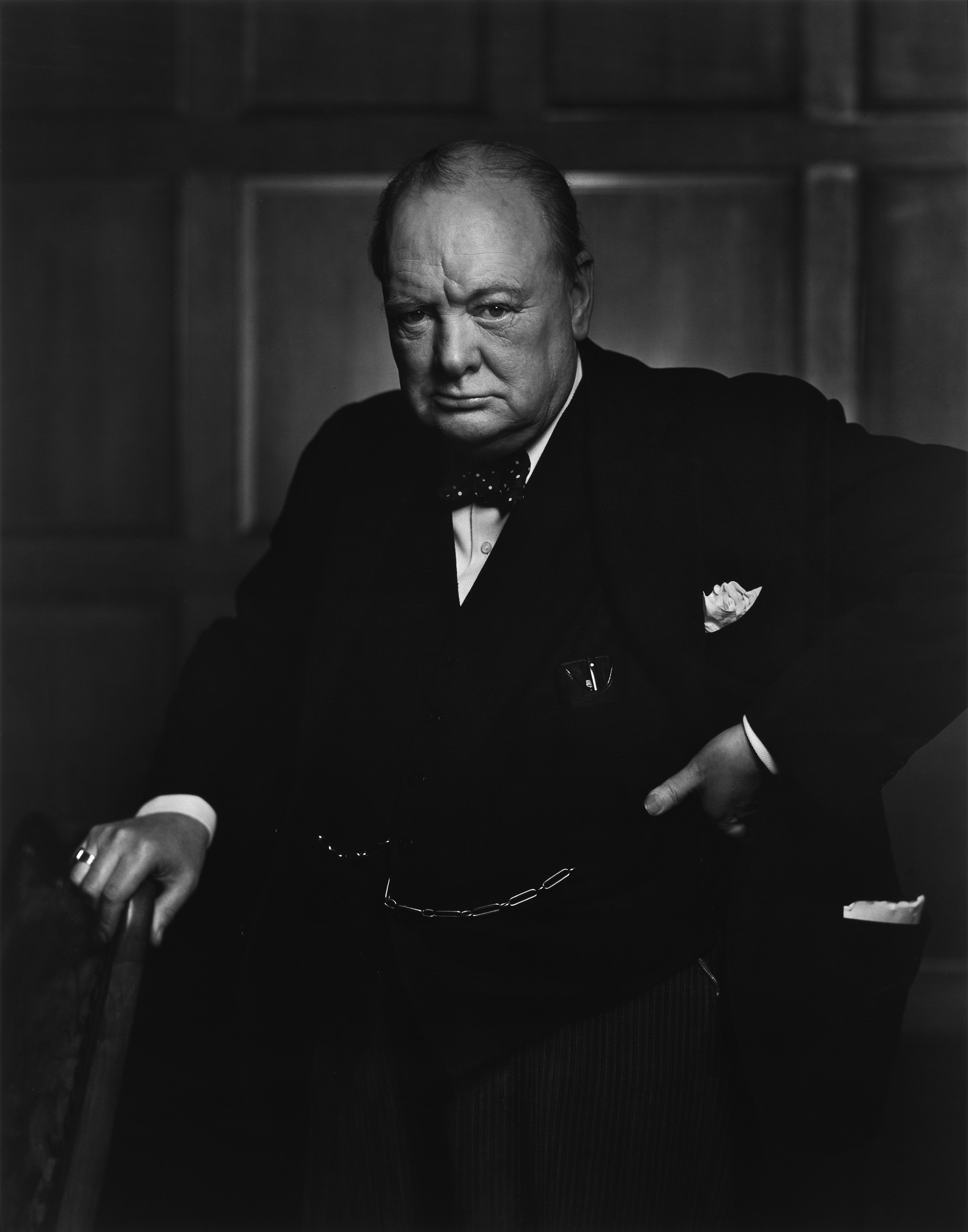
Winston Churchill

Durante la seconda guerra mondiale, il governo unitario fu guidato da Winston Churchill; nonostante la vittoria della guerra, il partito perse le elezioni del 1945 a favore del Partito Laburista.

### Dagli anni '50 al 2000
Dopo la vittoria alle elezioni del 1951, i conservatori accettarono le politiche di welfare introdotte dal Labour e il suo programma di nazionalizzazioni. Sotto la guida di Churchill, Anthony Eden e Harold Macmillan, mantennero il governo fino al 1964.
Vinte le elezioni del 1970, il governo di Edward Heath si scontrò (perdendo) contro le Trade Unions, ma riuscì a far entrare la Gran Bretagna nella Comunità economica europea (Macmillan ci aveva già provato nel 1963, ma il presidente francese Charles de Gaulle aveva posto il suo veto). Nonostante ciò, il partito non era unito riguardo alla CEE e l'adesione a questa ha creato all'interno del partito un acceso dibattito pluridecennale.

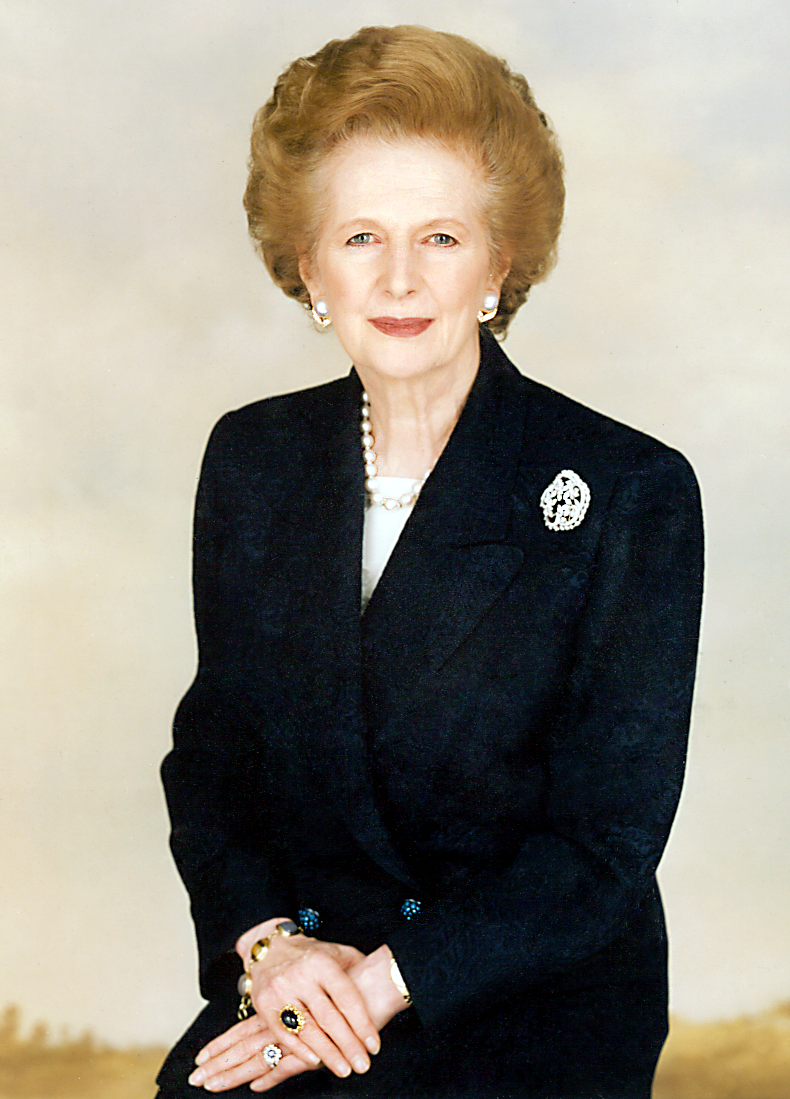
Margaret Thatcher

Un anno dopo la sconfitta conseguita alle elezioni generali dell'ottobre 1974, Margaret Thatcher ottenne la leadership del partito. Dopo la vittoria del 1979, i conservatori portarono avanti un programma economico monetarista; più in generale, il partito adottò un approccio di libero mercato focalizzandosi sulla privatizzazione delle industrie e dei servizi pubblici nazionalizzati dal Labour negli anni quaranta e sessanta. Grazie anche alla crisi del Partito laburista, la Thatcher condusse i conservatori a due nette vittorie, in occasione delle elezioni generali del 1983 e nelle elezioni generali del 1987. Comunque, era anche fortemente impopolare in certi settori della società, in parte a causa dell'alta disoccupazione che seguì le sue riforme economiche. Fu l'introduzione della cosiddetta poll tax che contribuì in larga parte alla fine della sua carriera politica. La sua crescente impopolarità e la sua indisponibilità a compromessi portò a tensioni interne al partito, che decise di sostituirla nella leadership del partito nel 1990.
Le successe John Major, che vinse anche le elezioni generali del 1992; ma, già da quell'anno, il governo divenne impopolare a causa di una recessione economica che portò ad una forte disoccupazione. Il partito dovette quindi subire una profonda sconfitta alle elezioni generali del 1997, tanto che non riuscì ad eleggere nemmeno un parlamentare né in Scozia né in Galles. Seguì una forte crisi di leadership: i successivi tre leader di partito non riuscirono ad invertire il declino del partito, che fu sconfitto anche alle successive elezioni generali del 2001.

### Dal 2000 ad oggi

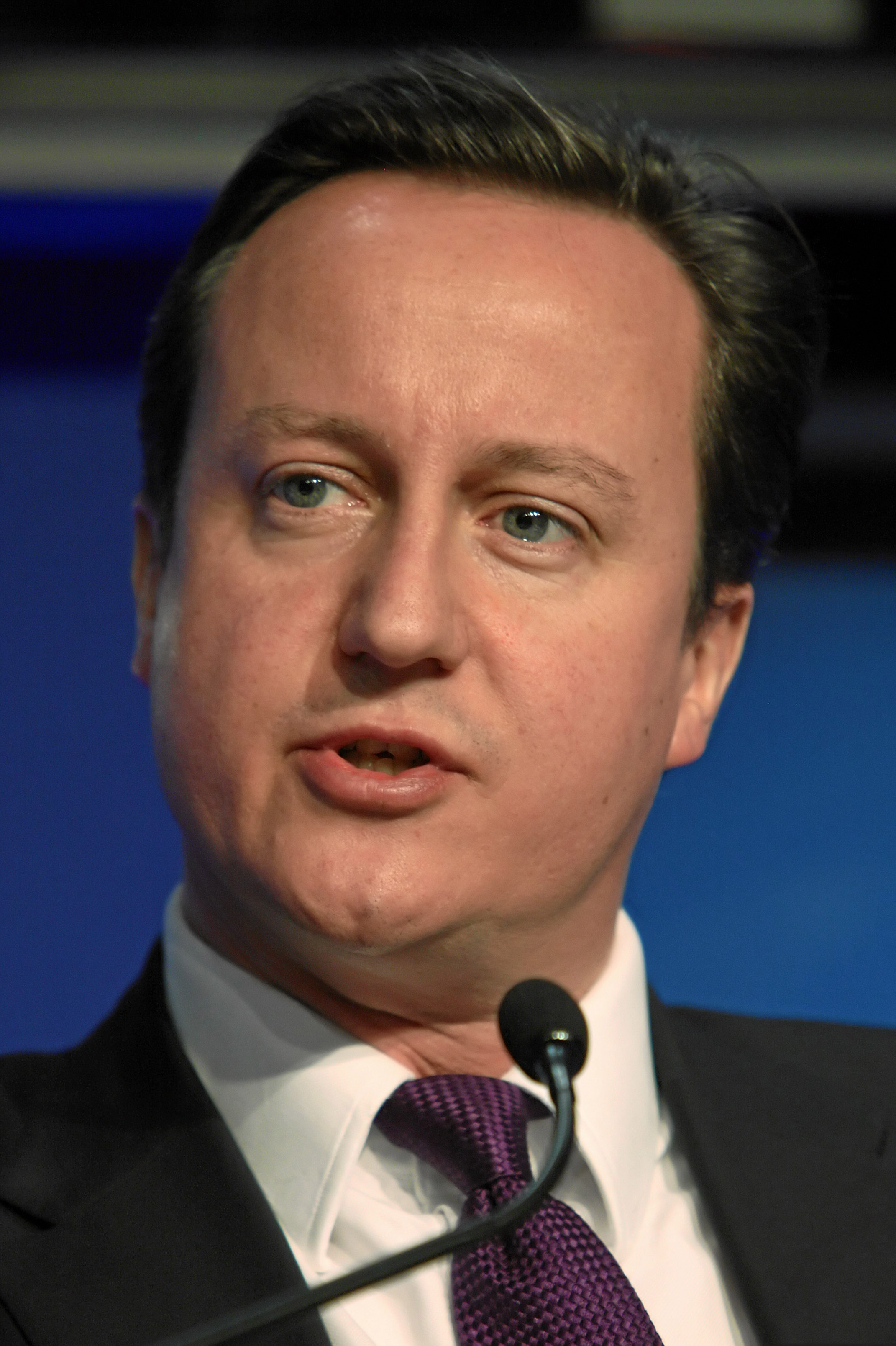
David Cameron

Nel settembre 2001 il leader dei conservatori è stato Iain Duncan Smith, esponente dell'ala più euroscettica, anche se lo fu solo fino all'ottobre 2003, quando fu sfiduciato dai conservatori che non pensavano di vincere con la sua leadership.
Dopo la terza sconfitta consecutiva, conseguita nelle elezioni generali del 2005, David Cameron divenne leader del partito il 6 dicembre 2005 battendo David Davis. Dalla fine del 2007 i sondaggi diedero stabilmente i conservatori sopra i laburisti. Alle elezioni amministrative del 2008 il partito ottenne un certo successo: Boris Johnson fu il primo conservatore eletto a sindaco della Greater London.
Dopo aver lanciato il Movimento per la Riforma Europea, nel 2009 al Parlamento europeo i conservatori abbandonarono il Gruppo del Partito Popolare Europeo per creare il Gruppo dei Conservatori e dei Riformisti Europei.
I conservatori, alle elezioni generali del 2010, ottennero il 36,1% dei voti e 306 seggi (+109 seggi dal 2005), divenendo il primo partito britannico. Il successo del partito però non gli assicurò la maggioranza assoluta dei seggi, fissata a 326 e i conservatori furono pertanto stati costretti a creare un governo di coalizione, guidato dal loro leader Cameron, insieme ai liberal democratici di Nick Clegg, che ritornarono al governo dopo 90 anni.
Alle elezioni amministrative del 2011 i conservatori sostanzialmente mantennero le precedenti posizioni: Inghilterra (+ 85 consiglieri); Scozia (Assemblea - 5 seggi); Galles (Assemblea +2 seggi). Il partito si attesto'  al 35%, confermando il dato delle precedenti elezioni, venendo però superato dal Partito Laburista che ottiene il 37,1%.
Alle elezioni amministrative del 3 maggio 2012 il Partito Conservatore perse il 4%, raggiungendo il 31% dei voti contro il 38% dei laburisti.
I Tories riuscirono comunque ad eleggere il Sindaco di Londra, Boris Johnson, ma non si trattò di una vera e propria vittoria: la London Assembly, l'assemblea amministrativa londinese, è, infatti, a maggioranza laburista. Alle elezioni locali del 2013, il partito ottiene il 25% (-6% di consensi) e 1336 consiglieri (-335). Ciò anche a causa del boom dello UKIP al 22,5%. Il 22 maggio si svolgono in Gran Bretagna le elezioni europee e le locali. Alle europee, i conservatori prendono una gran batosta, terzi con appena il 23,1%, 3.792.549 voti e 19 seggi su 71 britannici, battuti dallo UKIP che diviene primo partito del Regno Unito e dai laburisti. Alle locali ottengono il 29% (+5%) e 1364 consiglieri (-236).
Il 24 giugno 2016, a seguito del referendum che decreta l'uscita del Regno Unito dall'Unione Europea, David Cameron annuncia le sue dimissioni. Sono indette consultazioni per eleggere il nuovo leader del Partito Conservatore, destinato a rimpiazzare Cameron come primo ministro. L'11 luglio 2016, a seguito di numerose rinunce dei candidati, Theresa May, segretario di Stato per gli affari interni, diventa il nuovo leader del partito e primo ministro del Regno Unito il 13 luglio. È la seconda donna dopo Margareth Thatcher a ricoprire la carica.
Il 18 febbraio 2019 tre deputate, Heidi Allen, Anna Soubry e Sarah Wollaston lasciano il partito in segno di protesta alla linea politica condotta dalla premier May per aderire al nuovo partito europeista The Independent Group, fondato su iniziativa di altri sei deputati laburisti dissidenti.

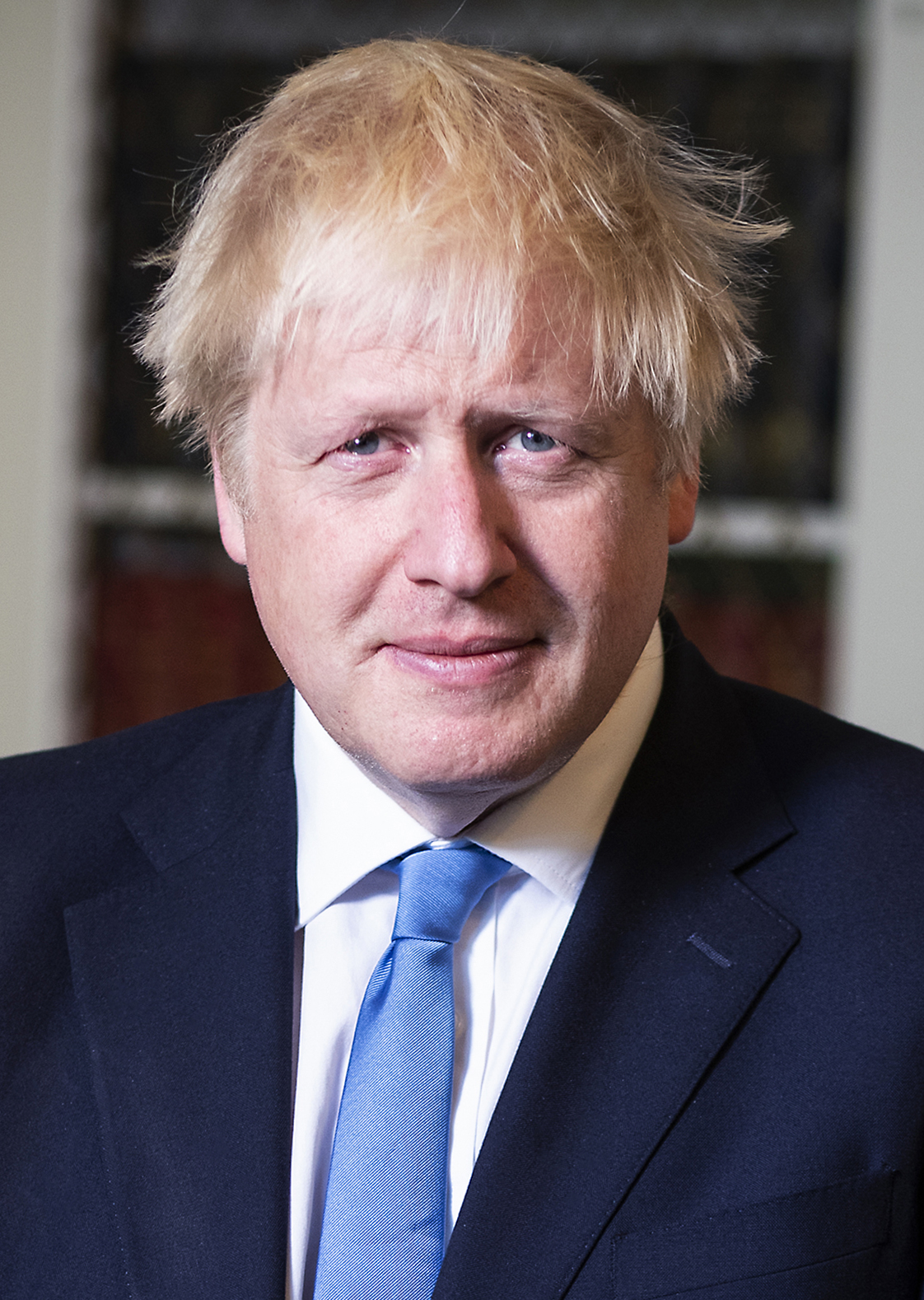
Boris Johnson

Il 23 luglio 2019 Boris Johnson diviene nuovo leader del partito al posto di Theresa May e il giorno successivo anche nuovo primo ministro.
Il 7 luglio 2022 Johnson si dimette, a seguito di una crisi di governo innescata dalle dimissioni di diversi membri dell'esecutivo critici nei confronti del suo operato. Il 5 settembre gli succede come leader del partito Liz Truss, che il giorno successivo assume la carica di primo ministro.
Il 20 ottobre Truss si dimette, qualificando il suo esecutivo come quello più corto della storia britannica. Il 24 ottobre, le succede come leader del partito Rishi Sunak, a seguito della rinuncia di tutti gli altri candidati, che assume anche la carica di primo ministro.
Alle elezioni generali del 2024, convocate anticipatamente dal primo ministro Sunak, il partito registra il peggior risultato elettorale dalla sua fondazione, ottenendo 121 seggi su 650 alla Camera dei Comuni (-251) con una quota dei voti pari al 23,7% (-19,9%), venendo sconfitto dai Laburisti e tornando così all'opposizione dopo 14 anni alla guida del Regno Unito. Il 5 luglio, il leader Rishi Sunak annuncia l'intenzione di volersi dimettere da leader del partito.

## Ideologia
È un partito con forti tratti libertari, lasciati in eredità dal conservatorismo progressista di Winston Churchill e dal paleolibertarianismo di Margaret Thatcher.
I membri dei conservatori si dividono in più fronti; sono presenti gruppi più moderati, liberisti e paleolibertari, mentre altri membri che aderiscono ad un conservatorismo più marcato, il conservatorismo nazionale.
I Tories sono fortemente legati al tradizionalismo della monarchia britannica e dellʼinviolabile figura del Re o della Regina come capo di Stato. Sostengono lʼatlantismo, cioè il tradizionale ruolo di primo piano sulla scena politica, economica e commerciale globale che il Regno Unito ha sempre avuto al fianco delle potenze occidentali, tra cui Stati Uniti in primis, ma anche Canada, Australia e Giappone, la collaborazione in seno alla NATO e l'importanza del programma nucleare britannico.
Sostengono fortemente l'unità del Regno Unito, opponendosi alle istanze indipendentiste di Scozia e Galles e a una riunificazione dell'Irlanda.
Il Partito Conservatore sostiene la costituzione non codificata del Regno Unito e il modello Westminster, e si è opposto all'eliminazione della parìa ereditaria nella Camera dei Lord, all'integrazione della Convenzione europea per la salvaguardia dei diritti dell'uomo e delle libertà fondamentali nel diritto britannico e all'istituzione nel 2009 della Corte suprema del Regno Unito, le cui funzioni erano precedentemente esercitate dalla Camera dei Lord.
Nel 2016 il Partito Conservatore ha sostenuto la Brexit, ossia l'uscita del Regno Unito dallʼUnione europea, facendo riemergere anime plurali di connotazione euroscettica.
Nel 2019 il programma elettorale del partito auspicava un'ampia revisione costituzionale per il post-Brexit, riguardante le relazioni tra il potere legislativo, esecutivo e giudiziario.

## Fazioni
Il partito conservatore presenta al suo interno una varietà di fazioni o ideologie: il conservatorismo uninazionale, il conservatorismo liberale, il conservatorismo sociale, il thatcherismo, il tradizionalismo, il neoconservatorismo, l'euroscetticismo, l'europeismo, il cristianesimo democratico, la localizzazione e il conservatorismo verde.

### Conservatori tradizionalisti
Questo gruppo della destra socialmente conservatrice è attualmente associato con il Cornerstone Group (o Fede, Famiglia, Bandiera), ed è la tradizione più antica presente all'interno del Partito Conservatore, escludendo gli associati con l'High Toryism. Il nome deriva dal suo supporto a tre istituzioni britanniche (se si considera la Chiesa come un'istituzione inglese): la Chiesa anglicana, lo Stato britannico unito e la famiglia. A questo fine, enfatizza l'eredità anglicana del Paese, si oppone ad ogni passaggio di potere fuori dal Regno Unito, sia che si tratti di nazioni o regioni che dell'Unione europea, e considera la famiglia tradizionale come una struttura per riparare ciò che c'è di sbagliato nella società britannica. Difende strenuamente il matrimonio e crede che il partito conservatore debba favorire le famiglie non imponendo loro una tassazione eccessiva. Molti si oppongono ad un eccessivo numero di immigrati e supportano la limitazione dell'aborto a 24 settimane. Molti membri in passato hanno appoggiato la pena di morte. Alcuni membri di questo ramo del partito furono Andrew Rosindell, Nadine Dorries, Sir Edward Leigh e Jacob Rees-Mogg—gli ultimi due sono cattolici, notevole in una fazione caratterizzata dall'appoggio alla Chiesa anglicana. Il filosofo conservatore inglese Sir Roger Scruton rappresenta il ramo intellettuale del gruppo tradizionalista: i suoi scritti raramente trattano di economia e sono focalizzati su prospettive conservatrici riguardo a politica, società, cultura e morale.

### ConservatoriOne-Nation
Il conservatorismo uninazionale o One-Nation è stato l'ideologia dominante del partito nel XX secolo fino all'ascesa del thatcherismo negli anni '70, e include tra le sue file primi ministri conservatori come Stanley Baldwin, Harold Macmillan e Edward Heath. Il nome deriva da una famosa frase di Disraeli. La base del conservatorismo uninazionale è il principio della coesione sociale, e i suoi aderenti supportano le istituzioni sociali che mantengono l'armonia tra differenti interessi, gruppi, classi, e—più recentemente—differenti razze o religioni. Tra queste istituzioni tipicamente si includono il welfare state, la BBC e il governo locale. Molti sostengono l'Unione europea, considerandola come un mezzo per estendere il principio di coesione sociale a livello internazionale, ma altri sono euroscettici (come Sir Peter Tapsell). Attualmente tra i conservatori One-Nation all'interno del partito si includono Kenneth Clarke, Malcolm Rifkind e Damian Green; essi sono anche associati con il Tory Reform Group e il Bow Group. I conservatori One-Nation danno molta importanza a Edmund Burke e alla sua enfasi sulla società civile come fondazioni di società e per la sua opposizione alle politiche radicali di ogni tipo. Ideologicamente si identificano con il conservatorismo liberale.

### Conservatori liberisti
Questo gruppo di conservatori liberali in economia divenne dominante dopo l'elezione di Margaret Thatcher a leader del partito nel 1975. Il suo obiettivo era quello di ridurre il ruolo del governo nell'economia, e a questo fine loro supportavano i tagli nella tassazione diretta, la privatizzazione delle industrie nazionalizzate e una riduzione nella dimensione e nello scopo del welfare state. I sostenitori del mercato libero furono chiamati "thatcherites". Il gruppo aveva disparate visioni della politica sociale: la stessa Thatcher era socialmente conservatrice e un'anglicana praticante, ma il ramo liberista nel Partito Conservatore adattò le opinioni sociali dalle visioni libertarie civili di Michael Portillo, Daniel Hannan, e David Davis a quelle del conservatorismo tradizionalista dei precedenti leader del partito William Hague e Iain Duncan Smith. Il ramo thatcherano è anche associato con il concetto di una "società senza classi".
Anche se alcuni membri del partito sono europeisti, molti liberisti sono euroscettici, perché considerano molti regolamenti dell'UE come un'interferenza al libero mercato o un ostacolo alla sovranità britannica. Inoltre la centralizzazione dell'UE è in conflitto con gli ideali localisti molto diffusi all'interno del partito negli ultimi anni. Tra i rari thatcherites europeisti si include Leon Brittan. Alcuni traggono ispirazione dal discorso della Thatcher a Bruges nel 1988, nel quale ella dichiarava: «we have not successfully rolled back the frontiers of the state in Britain only to see them reimposed at a European level».

## Comitato 1922
Il Comitato 1922 organizza, tra gli altri compiti e attività, l'elezione di un nuovo capo del partito. Sovrintende quindi alla procedura elettorale dalla registrazione del candidato attraverso le votazioni preliminari fino al voto finale per corrispondenza degli iscritti al partito. Il numero delle votazioni preliminari dipende dal numero dei candidati, (i. H. a z. B. cinque candidati) e sono necessarie tre votazioni preliminari (in ciascuna delle votazioni preliminari viene eliminato l'ultimo candidato) per poter proporre ai sostenitori due candidati tramite voto per corrispondenza.

## Struttura

### Leader

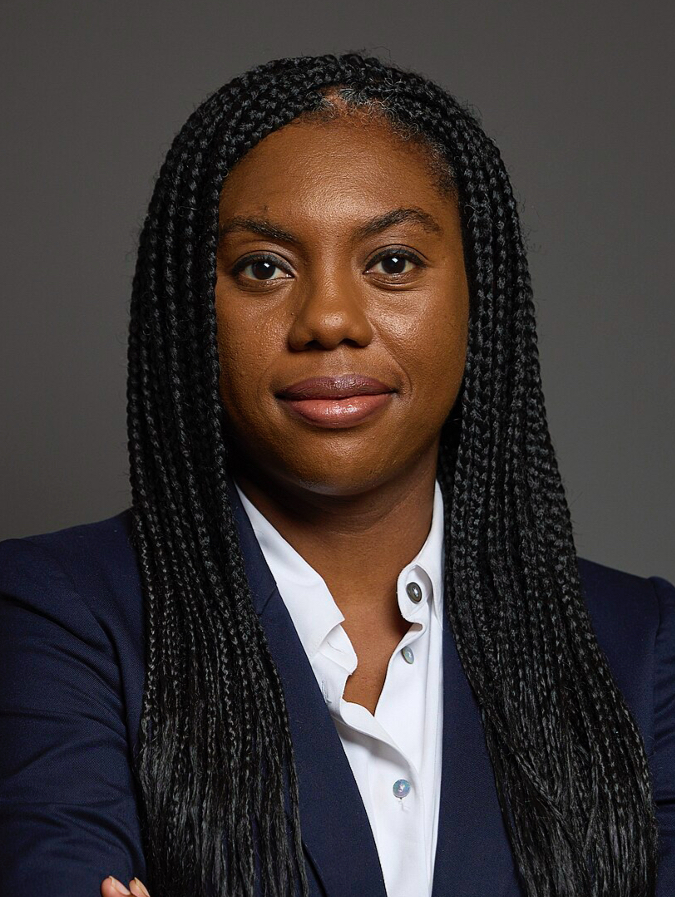
Kemi Badenoch, leader del partito e dell'opposizione dal 2024

Il leader guida il partito in parlamento e ne dirige la politica. È stato a lungo designato in modo opaco dagli altri leader. Il funzionamento del partito viene gradualmente democratizzato a partire dagli anni '60; nel 1965 la nomina fu determinata dal voto dei deputati conservatori, poi aperta ai sostenitori del partito dal 1998, che dovranno poi scegliere tra gli ultimi due candidati scelti dai parlamentari. I leader del partito sono:
- Andrew Bonar Law (1922–1923)
- Stanley Baldwin (1923–1937)
- Neville Chamberlain (1937–1940)
- Winston Churchill (1940–1955)
- Anthony Eden (1955–1957)
- Harold Macmillan (1957–1963)
- Alec Douglas-Home (1963–1965)
- Edward Heath (1965–1975)
- Margaret Thatcher (1975–1990)

- John Major (1990–1997)
- William Hague (1997–2001)
- Iain Duncan Smith (2001–2003)
- Michael Howard (2003–2005)
- David Cameron (2005–2016)
- Theresa May (2016–2019)
- Boris Johnson (2019–2022)
- Liz Truss (2022)
- Rishi Sunak (2022–2024)
- Kemi Badenoch (2024–)

### Presidente
Mentre il leader del partito è il vero capo del partito, il presidente ha il ruolo di segretario generale, il quale è responsabile delle operazioni interne del partito e capo dell'ufficio centrale del partito. Durante i periodi in cui il Partito Conservatore fornisce il primo ministro, il presidente del partito è solitamente un membro del governo, di solito come ministro senza portafoglio. Oltre al presidente, ci sono spesso dei vicepresidenti o un vicepresidente per importanti aree politiche come i giovani, le donne o la politica locale. I presidenti del partito sono:
- (?)[28] Arthur Steel-Maitland (1911–1916)
- (?)[28] George Younger, I visconte Younger di Leckie (1916–1923)
- Stanley Jackson (1923–1926)
- John Davidson (1926–1930)
- Neville Chamberlain (1930–1931)
- John Baird, I visconte Stonehaven (1931–1936)
- (?)[28] Douglas Hacking (1936–1942)
- (?)[28] Thomas Dugdale (1942–1944)
- (?)[28] Ralph Assheton (1944–1946)
- Frederick Marquis, I conte di Woolton (1946–1945)
- Oliver Poole (1955–1957)
- Quintin McGarel Hogg (1957–1959)
- Rab Butler (1959–1961)
- Iain Macleod (1961–1963)
- copresidenti  Oliver Poole, I barone Poole e  Iain Macleod (1963; entrambi la seconda volta)
- (?)[28] John Hare, I visconte Blakenham (1963–1965)
- Edward du Cann (1965–1967)
- Anthony Barber (1967–1970)
- Peter Thomas (1979–1972)
- Peter Carington, VI barone Carrington (1972–1974)
- William Whitelaw, I visconte Whitelaw (1974–1975)
- Peter Thorneycroft (1975–1981)
- Cecil Parkinson (1981–1983)
- John Gummer (1983–1985)
- Norman Tebbit (1985–1987)
- (?)[28] Peter Brooke, barone Brooke di Sutton Mandeville (1987–1989)
- Kenneth Baker, barone Baker di Dorking (1989–1990)

- Chris Patten (1990–1992)
- Norman Fowler (1992–1994)
- (?)[28] Jeremy Hanley (1994–1995)
- Brian Mawhinney (1995–1997)
- Cecil Parkinson (1997–1998; seconda volta)
- Michael Ancram (1998–2001)
- David Davis (2001–2002)
- Theresa May (2002–2003)
- copresidenti  Liam Fox e  Maurice Saatchi (2003–2005)
- Francis Maude (2005–2007)
- Caroline Spelman (2007–2009)
- Eric Pickles (2009–2010)
- copresidenti  Baronessa Warsi e  Lord Feldman di Elstree (2010–2012)
- copresidenti  Grant Shapps e  Lord Feldman di Elstree (2012–2015)
- Lord Feldman di Elstree (2015–2016)
- Sir Patrick McLoughlin (2016–2017)
- Brandon Lewis (2018–2019)
- copresidenti James Cleverly e  Ben Elliot (2019–2020)
- co-presidenti  Ben Elliot (2020–2022)  Amanda Milling (2020–2021)
- Oliver Dowden (2021–2022)
- Andrew Stephenson (2022)
- Jake Berry (2022)
- Nadhim Zahawi (2022–2023)
- Greg Hands (2023)
- Richard Holden (2023-2024)
- Richard Fuller (2024-)

## Nelle istituzioni

### Primi ministri tories poi conservatori
| Dal 1762 al 1902 | Dal 1902 |
| --- | --- |
| - 1762-1763: John Stuart, III conte di Bute - 1770-1782: Frederick North - 1783: William Cavendish-Bentinck, III duca di Portland - 1783-1801: William Pitt il Giovane - 1801-1804: Henry Addington, I visconte Sidmouth - 1804-1806: William Pitt il Giovane - 1807-1809: William Cavendish-Bentinck, III duca di Portland - 1809-1812: Spencer Perceval - 1812-1827: Robert Jenkinson, II conte di Liverpool - 1827: George Canning - 1827-1828: Frederick John Robinson - 1828-1830 e 1834: Arthur Wellesley, I duca di Wellington - 1834-1846: Robert Peel - 1852 1858-1868: Edward Smith-Stanley, XIV conte di Derby, - 1868 e 1874-1880: Benjamin Disraeli - 1885-1902: Robert Arthur Talbot Gascoyne-Cecil | - 1902-1905: Arthur Balfour - 1922-1923: Andrew Bonar Law - 1923-1937: Stanley Baldwin - 1937-1940: Neville Chamberlain - 1940-1945 e 1951-1955: Winston Churchill - 1955-1957: Anthony Eden - 1957-1963: Harold Macmillan - 1963-1964: Alec Douglas-Home - 1970-1974: Edward Heath - 1979-1990: Margaret Thatcher - 1990-1997: John Major - 2010-2016: David Cameron - 2016-2019: Theresa May - 2019-2022: Boris Johnson - 2022: Liz Truss - 2022-2024: Rishi Sunak |

### Presidenti delle istituzioni europee e commissari europei

#### Presidenti del Parlamento europeo
- Charles Henry Plumb (1987-1989)

#### Vicepresidenti del Parlamento europeo
- Edward McMillan-Scott (2004-2014)

#### Commissari UE
- Christopher Soames (1973-1977, vicepresidente e relazioni esterne)
- Christopher Tugendhat (1977-1985, programmazione finanziaria e bilancio, mercato interno e servizi) e (1981-1985, vicepresidente)
- Arthur Cockfield (1985-1989, mercato interno, diritto tributario e dogane)
- Leon Brittan (1989-1993, concorrenza), (1993-1999, commercio), (1995-1999, relazioni esterne) e (1999, vicepresidente)
- Chris Patten (1999-2004, relazioni esterne)
- Jonathan Hill (2014-2016, stabilità finanziaria, servizi finanziari e Unione dei mercati dei capitali)
- Julian King (2016-2019, sicurezza dell'Unione)

## Risultati elettorali

### Elezioni britanniche
| Elezione | Leader dei Conservatori | Voti       | Voti  | Seggi     | Seggi | Posizione  | Governo                                                                        |
| Elezione | Leader dei Conservatori |            | %     |           | ±     | Posizione  | Governo                                                                        |
| --- | ----------------------- | ---------- | ----- | --------- | ----- | ---------- | ------------------------------------------------------------------------------ |
| 1835 | Sir Robert Peel         | 261 269    | 40,8% | 273 / 658 | 98    | 2º partito | Whig                                                                           |
| 1837 | Sir Robert Peel         | 379 694    | 48,3% | 314 / 658 | 41    | 2º partito | Whig                                                                           |
| 1841 | Sir Robert Peel         | 379 694    | 56,9% | 367 / 658 | 53    | 1º partito | Conservatore                                                                   |
| 1847 | Edward Smith-Stanley    | 205 481    | 42,7% | 325 / 656 | 42    | 1º partito | Whig                                                                           |
| 1852 | Edward Smith-Stanley    | 311 481    | 41,9% | 330 / 654 | 5     | 1º partito | Conservatore                                                                   |
| 1857 | Edward Smith-Stanley    | 239 712    | 34,0% | 264 / 656 | 66    | 2º partito | Whig                                                                           |
| 1859 | Edward Smith-Stanley    | 193 232    | 34,3% | 298 / 656 | 34    | 2º partito | Whig                                                                           |
| 1865 | Edward Smith-Stanley    | 346 035    | 40,5% | 289 / 658 | 9     | 2º partito | Liberale                                                                       |
| 1868 | Benjamin Disraeli       | 903 318    | 38,4% | 271 / 658 | 18    | 2º partito | Liberale                                                                       |
| 1874 | Benjamin Disraeli       | 1 091 708  | 44,3% | 350 / 652 | 79    | 1º partito | Conservatore                                                                   |
| 1880 | Benjamin Disraeli       | 1 462 35   | 42,5% | 237 / 652 | 113   | 2º partito | Liberale                                                                       |
| 1885 | Lord Salisbury          | 2 020 927  | 43,5% | 247 / 670 | 10    | 2º partito | Liberale di minoranza                                                          |
| 1886 | Lord Salisbury          | 1 520 886  | 51,1% | 317 / 670 | 70    | 1º partito | Conservatore in coalizione con il Partito Liberale Unionista                   |
| 1892 | Lord Salisbury          | 2 159 150  | 47,0% | 268 / 670 | 49    | 2º partito | Liberale                                                                       |
| 1895 | Lord Salisbury          | 1 894 772  | 49,0% | 340 / 670 | 72    | 1º partito | Conservatore in coalizione con il Partito Liberale Unionista                   |
| 1900 | Lord Salisbury          | 1 767 958  | 50,3% | 335 / 670 | 5     | 1º partito | Conservatore in coalizione con il Partito Liberale Unionista                   |
| 1906 | Arthur Balfour          | 2 422 071  | 43,4% | 156 / 670 | 179   | 2º partito | Liberale                                                                       |
| Gennaio 1910 | Arthur Balfour          | 3 104 407  | 46,8% | 240 / 670 | 109   | 2º partito | Liberale                                                                       |
| Dicembre 1910 | Arthur Balfour          | 2 420 169  | 46,6% | 235 / 670 | 5     | 2º partito | Liberale di minoranza                                                          |
| Il Partito Conservatore si fonde nel 1912 con il Partito Liberale Unionista divenendo Partito Conservatore Unionista |                         |            |       |           |       |            |                                                                                |
| 1918 | Andrew Bonar Law        | 3 472 738  | 33,3% | 379 / 707 | 108   | 1º partito | Conservatore in coalizione                                                     |
| 1922 | Andrew Bonar Law        | 5 294 465  | 38,5% | 344 / 615 | 35    | 1º partito | Conservatore                                                                   |
| 1923 | Stanley Baldwin         | 5 286 159  | 38,0% | 258 / 625 | 86    | 1º partito | Laburista di minoranza                                                         |
| 1924 | Stanley Baldwin         | 7 418 983  | 46,8% | 412 / 615 | 124   | 1º partito | Conservatore                                                                   |
| 1929 | Stanley Baldwin         | 8 252 527  | 38,1% | 260 / 615 | 152   | 2º partito | Laburista di minoranza                                                         |
| 1931 | Stanley Baldwin         | 11 377 022 | 55,0% | 470 / 615 | 210   | 1º partito | Conservatore in coalizione con Partito Liberale Nazionale e Nazional Laburisti |
| 1935 | Stanley Baldwin         | 10 025 083 | 47,8% | 386 / 615 | 83    | 1º partito | Conservatore in coalizione con Partito Liberale Nazionale e Nazional Laburisti |
| 1945 | Winston Churchill       | 8 716 211  | 36,2% | 197 / 640 | 189   | 2º partito | Laburista                                                                      |
| 1950 | Winston Churchill       | 11 507 061 | 40,0% | 282 / 625 | 85    | 2º partito | Laburista                                                                      |
| 1951 | Winston Churchill       | 13 724 418 | 48,0% | 302 / 625 | 20    | 1º partito | Conservatore in coalizione con Partito Liberale Nazionale                      |
| 1955 | Anthony Eden            | 13 310 891 | 49,7% | 324 / 630 | 22    | 1º partito | Conservatore in coalizione con Partito Liberale Nazionale                      |
| 1959 | Harold Macmillan        | 13 750 875 | 49,4% | 345 / 630 | 21    | 1º partito | Conservatore in coalizione con Partito Liberale Nazionale                      |
| 1964 | Sir Alec Douglas-Home   | 12 002 642 | 43,4% | 298 / 630 | 47    | 2º partito | Laburista                                                                      |
| 1966 | Edward Heath            | 11 418 455 | 41,9% | 250 / 630 | 48    | 2º partito | Laburista                                                                      |
| 1970 | Edward Heath            | 13 145 123 | 46,4% | 330 / 630 | 80    | 1º partito | Conservatore                                                                   |
| Febbraio 1974 | Edward Heath            | 11 872 180 | 37,9% | 297 / 635 | 33    | 2º partito | Laburista di minoranza                                                         |
| Ottobre 1974 | Edward Heath            | 10 462 565 | 35,8% | 277 / 635 | 20    | 2º partito | Laburista                                                                      |
| 1979 | Margaret Thatcher       | 13 697 923 | 43,9% | 339 / 635 | 62    | 1º partito | Conservatore                                                                   |
| 1983 | Margaret Thatcher       | 13 012 316 | 42,4% | 397 / 650 | 38    | 1º partito | Conservatore                                                                   |
| 1987 | Margaret Thatcher       | 13 760 935 | 42,2% | 376 / 650 | 21    | 1º partito | Conservatore                                                                   |
| 1992 | John Major              | 14 093 007 | 41,9% | 336 / 651 | 40    | 1º partito | Conservatore                                                                   |
| 1997 | John Major              | 9 600 943  | 30,7% | 165 / 659 | 171   | 2º partito | Laburista                                                                      |
| 2001 | William Hague           | 8 357 615  | 31,7% | 166 / 659 | 1     | 2º partito | Laburista                                                                      |
| 2005 | Michael Howard          | 8 785 941  | 32,4% | 198 / 646 | 32    | 2º partito | Laburista                                                                      |
| 2010 | David Cameron           | 10 704 647 | 36,1% | 306 / 650 | 108   | 1º partito | Conservatore in coalizione con i Liberal Democratici                           |
| 2015 | David Cameron           | 11 334 920 | 36,9% | 331 / 650 | 24    | 1º partito | Conservatore                                                                   |
| 2017 | Theresa May             | 13 632 914 | 42,3% | 317 / 650 | 14    | 1º partito | Conservatore in coalizione con il Partito Unionista Democratico                |
| 2019 | Boris Johnson           | 13 966 565 | 43,6% | 365 / 650 | 48    | 1º partito | Conservatore                                                                   |
| 2024 | Rishi Sunak             | 6 827 311  | 23,7% | 121 / 650 | 251   | 2º partito | Laburista                                                                      |

#### Elezioni europee
| Anno | Leader dei Conservatori | Voti (%) | Seggi   | Variazione | Posizione  |
| ---- | ----------------------- | -------- | ------- | ---------- | ---------- |
| 1979 | Margaret Thatcher       | 48,4     | 60 / 78 |            | 1º partito |
| 1984 | Margaret Thatcher       | 38,8     | 45 / 78 | 15         | 1º partito |
| 1989 | Margaret Thatcher       | 34,7     | 32 / 78 | 13         | 2º partito |
| 1994 | John Major              | 26,8     | 18 / 84 | 13         | 2º partito |
| 1999 | William Hague           | 35,8     | 36 / 84 | 18         | 1º partito |
| 2004 | Michael Howard          | 26,7     | 27 / 78 | 8          | 1º partito |
| 2009 | David Cameron           | 27,7     | 26 / 72 | 1          | 1º partito |
| 2014 | David Cameron           | 23,1     | 19 / 73 | 7          | 3º partito |
| 2019 | Theresa May             | 8,8      | 4 / 73  | 15         | 5º partito |

## Sotto-organizzazioni
- Conservatori dell'Irlanda del Nord
- Conservatori Gallesi
- Conservatori Scozzesi